# Cesare Agostini (psichiatra)
Cesare Agostini (Perugia, 15 ottobre 1864 – Perugia, 27 agosto 1942) è stato un politico e psichiatra italiano.

## Biografia
Laureatosi in Medicina e Chirurgia nel 1889, studiò in seguito anche con Emil Kraepelin presso l'Università di Heidelberg.
Studioso di Psichiatria, fu Direttore del Manicomio provinciale di Arezzo e, in seguito, dell'Ospedale psichiatrico di Perugia dal 1904, città dove fu anche docente universitario.
Agostini fu nominato senatore del Regno d'Italia con decreto del 13 giugno 1939.
Fu iniziato in Massoneria nel 1886 nella loggia Francesco Guardabassi di Perugia, appartenente al Grande Oriente d'Italia.
Fu padre di Giulio, podestà di Perugia, e di Augusto, militare e agronomo.

## Contributi scientifici
Nel 1898 esegue studi sperimentali pionieristici sugli effetti della deprivazione del sonno.
Nel 1934 pubblica la nota clinica Sopra un caso di spasmo di torsione in encefalitica epidemica cronica, citata da Herz nel 1944 come uno dei tre casi di rilevanza nazionale.

## Opere
- Manuale di psichiatria: per uso degli studenti e dei medici, 1908
- Il centenario del manicomio di Perugia, 1924.
- Lues della regione ipofiseo-infundibulo-tuberiana e diabeto insipido, 1926.